# キチナーゼ

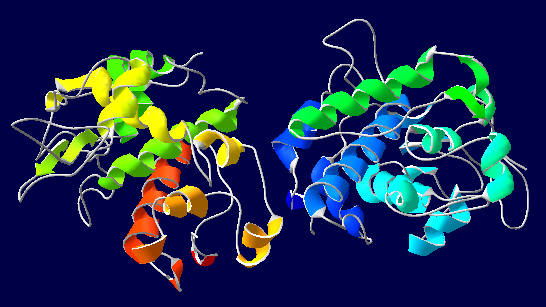
オオムギ種子のキチナーゼ

キチナーゼ(Chitinase、EC 3.2.1.14)は、キチンのグリコシド結合を分解する加水分解酵素である。キチンは菌の細胞壁及びいくつかの種の動物（蠕虫、節足動物）の外骨格を形成する成分であるため、キチナーゼは自身のキチンを再構成する必要のある生物か、菌または動物のキチンを消化する必要のある生物が持つ。

## 種の分布
キチンを食べる生物には、病原性または腐食性の多くの細菌（エアロモナス目、バシラス属、ビブリオ属、その他）が含まれる。生きた節足動物、動物プランクトン、菌に直接作用することもあれば、それらの生物の残骸に作用することもある。
Coccidioides immitis等の菌は、デトリタス食及び節足動物に対する病原性の発現のためにこの酵素を持つ。
キチナーゼは、オオムギの種子(PDB: 1CNS)等、植物でも見られることがある。それらの一部は、感染特異的タンパク質で、生体防御の一部として誘導される。発現は、どちらも菌や昆虫の攻撃からの防御に関連するNPR1遺伝子とサリチル酸経路によって仲介される。植物のキチナーゼには、他に菌との共生に必要なものもある。
ほ乳類はキチンを生成しないが、2つの活性を持つキチナーゼ（キトトリオシダーゼと酸性ほ乳類キチナーゼ）を有する。他に、配列の類似性は高いがキチナーゼ活性を持たないYKL-40等がある。

## 機能
セルロースと同様に、キチンは比較的分解されにくく、豊富に存在する生体高分子である。通常、動物はこれを消化することはできないが、ある種の魚類は消化することができる。動物によるキチンの消化には、反芻動物のセルロースの消化と同様に、細菌との共生及び非常に長い発酵時間が必要だと考えられている。それにも関わらず、キチナーゼは、ヒトを含む動物の胃から単離されている。キチナーゼ活性はヒトの血液や恐らくは軟骨でも検出できる。植物のキチナーゼは、病原性への抵抗と関わっている。

## 医療上の重要性
ヒトのキチナーゼは、アレルギーと関わっており、気管支喘息はキチナーゼの発現レベルの亢進と関係がある。
ヒトのキチナーゼは、どちらもキチンを持つイエダニやカビの胞子によるアレルギーと寄生蠕虫の感染を結びつけている（蠕虫は、腸壁に固定するためのキチン質の口部を持っている）。キチナーゼと植物のサリチル酸経路の間の関連は解明されたが、サリチル酸経路とヒトのアレルギーの間には、未解明の部分が残っている。

## 食物中の存在
キチナーゼは、食物の中にも含まれている。これは、ラテックスフルーツ症候群の少なくとも原因の1つになっている。例えばバナナ、クルミ、キウイフルーツ、アボカド、パパイア、トマト等は、かなりの量のキチナーゼを含んでいる。その他には、ナガイモなどがある。